# Tinantia umbellata
Tinantia umbellata là một loài thực vật có hoa trong họ Commelinaceae. Loài này được (Vahl) Urb. miêu tả khoa học đầu tiên năm 1926.